# Iwan Anatoljewitsch Podschiwalow
Iwan Anatoljewitsch Podschiwalow (russisch Иван Анатольевич Подшивалов; * 4. April 1982 in Kolomna, Sowjetunion) ist ein russischer Ruderer.

## Karriere
Podschiwalow begann im Alter von 9 Jahren im Jahr 1991 mit dem Rudersport und ruderte im Jahr 2000 erstmals international bei den Junioren-Weltmeisterschaften im Einer, wo er den 18. Platz belegte. Bei den U23-Weltmeisterschaften startete der danach dreimal zwischen 2002 und 2004 und gewann bei seinem letzten Start eine Bronzemedaille im Doppelzweier. Ab 2003 wurde Podschiwalow auch in der offenen Altersklasse in der russischen Nationalmannschaft eingesetzt. Im geskullten Doppelzweier erreichte er bei seiner Premierenteilnahme an den Weltmeisterschaften 2003 allerdings nur das D-Finale um Platz 19 bis 24. 
In den Jahren 2005 und 2006 ruderte Podschiwalow nicht international, danach kehrte er im Riemenbereich zurück. Mit dem russischen Achter der Männer bereitete er sich bei den Weltcups in Linz und Luzern auf die Weltmeisterschaften in München vor. Beim Weltcupfinale in Luzern wurden auf Dopingvergehen hinweisende medizinische Artikel im Müllbehälter des Hotels der russischen Delegation gefunden, die per DNA-Analyse den Ruderern Alexander Litwinzew, Jewgeni Lusjanin und Iwan Podschiwalow aus dem Männer-Achter zugeordnet werden konnten. Bei den Weltmeisterschaften ging das russische Boot noch an den Start und erreichte mit einem zweiten Platz im Halbfinale zwar den Endlauf, von dem sie dann allerdings ausgeschossen wurde. Die drei überführten Ruderer wurden zu Beginn des Jahres 2008 für zwei Jahre beginnend mit dem 27. August 2007 gesperrt.
Erst 2010 konnte Podschiwalow daher wieder zum aktiven Rudersport zurückkehren. Mit dem russischen Achter erreichte er Platz 5 bei den Europameisterschaften und Platz 11 bei den Weltmeisterschaften. Im Folgejahr rutschte er für die Weltmeisterschaften in den Vierer ohne Steuermann, der nur Platz 20 belegte, kehrte danach aber in den bei den Europameisterschaften viertplatzierten Achter zurück. Bei der Qualifikationsregatta für die Olympischen Sommerspiele 2012 verpasste er mit dem russischen Vierer-ohne einen Startplatz in London.
Nach einem Jahr der Pause qualifizierte sich Podschiwalow 2014 wieder für den russischen Achter und gewann gleich die Silbermedaille hinter dem Deutschland-Achter bei den Europameisterschaften in Belgrad. Bei den Weltmeisterschaften später im Jahr gelang mit Platz 6 in derselben Bootsklasse immerhin der Einzug in den Endlauf. 2015 gewann er Bronze bei den Europameisterschaften und belegte Platz 5  bei den Weltmeisterschaften in Aiguebelette.
In der olympischen Saison 2016 ruderte Podschiwalow zunächst mit Georgi Jefremenko im Zweier ohne Steuermann, um diese Bootsklasse bei der Luzerner Regatta für die Olympischen Sommerspiele von Rio de Janeiro zu qualifizieren. Nachdem der notwendige zweite Platz um vier Sekunden deutlich verpasst wurde und das Duo zuvor bei den Europameisterschaften auch nur den siebten Platz belegen konnte, rückten beide wieder in den bereits für Rio qualifizierten Männer-Vierer ein. Kurz vor den Olympischen Spielen wurde Podschiwalow dann aber als Folge der russischen Staatsdopingaffäre vom Weltruderverband zunächst disqualifiziert. Nach den Untersuchungen des McLaren-Reports empfahl das Internationale Olympische Komitee den internationalen Verbänden, alle russischen Athleten mit einem Dopingfall in der Vergangenheit auszuschließen. Wegen der Sperre von 2007 traf das auf Podschiwalow zu, ebenso wurde Anastassija Karabelschtschikowa aus dem Frauen-Achter disqualifiziert. Die Entscheidung wurde vom Internationalen Sportgerichtshof (CAS) zwar aufgehoben und Podschiwalow galt danach als startberechtigt. Da das russische Ruderteam jedoch zahlreiche Boote wegen gesperrter Athleten nicht besetzen konnte und für ihn im verbleibenden Vierer-ohne kein Platz mehr vorhanden war, konnte er nicht an den Olympischen Spielen teilnehmen.
Bei einer Körperhöhe von 1,96 m beträgt Iwan Podschiwalows Wettkampfgewicht rund 96 kg. Er startet für den Verein Dinamo Moskau.